# هيروشي هامجوتشي
هيروشي هامجوتشي (باليابانية: 濱口弘؛ بالكانا: はまぐち ひろし) هو سائق سباق وشخصية أعمال ياباني، ولد في 1 أكتوبر 1976 في اليابان.